# The Good Left Undone
The Good Left Undone (укр. Добро лишилось недоробленим) — третій сингл американського панк-рок-гурту Rise Against, з їх 4-го студійного альбому The Sufferer & the Witness. Пісню було записано 2006 року та влітку 2007 року сингл був виданий під лейблом Geffen.
25 червня 2007 року гурт виклав відеокліп до пісні на офіційний сайт MTV.
Пісня досягла шостої позиції в Billboard Alternative Songs, що робить його другим синглом групи, що потрапив до топ-10 найкращих синглів (першим був попередній сингл «Prayer of the Refugee») і це був сингл гурту, який посів найвищу позицію в чартах станом на 2007 рік. Пісня протрималась у топ-10 близько 30 тижнів в чарті.

## Цікаві факти
- Пісня увійшла до компіляційного альбому Big Shiny Tunes 12 різних артистів 20 листопада 2007 року.
- Пісню було записано з гітаристом та бек-вокалістом Крісом Чессі (гурт Nations Affire) але відеокліп був записаний вже за участю нового учасника Зака Блейра, який приєднався до гурту у 2007.

## Чарти
| Чарт (2007)                           | Найвища позиція |
| ------------------------------------- | --------------- |
| U.S. Billboard Hot Modern Rock Tracks | 6               |